# Mehanizirana brigada Sassari
Mehanizirana brigada Sassari (italijansko Brigata Meccanizzata "Sassari") je mehanizirana brigada Italijanske kopenske vojske, ki je trenutno garnizirana na Sardiniji. Trenutno brigadno jedro predstavljata dva pehotna polka, ki sta se odlikovala med prvo svetovno vojno.

## Zgodovina
Brigada nadaljuje tradicijo, ki izhaja od leta 1915 in sicer: Brigada Sassari (1915-1926), 12. pehotna brigada (1926-34), Pehotna brigada Timavo (1934-1939), Pehotna divizija Sassari (1939-43) in Motorizirana brigada Sassari (1988-1991).
Bila je ena prvih brigad Italijanske kopenske vojske in trenutno predstavlja eno izmed ključnih italijanskih enot za sodelovanje v mednarodnih mirovnih misijah; do danes je tako brigada delovala na Kosovu ter v Afganistanu in Iraku.

## Organizacija[2]
- Štab in taktična podpora (Sassari)
- 3. bersaljerski polk (Capo Teulada)
- 151. mehanizirani pehotni polk (Cagliari)
- 152. mehanizirani pehotni polk (Sassari)
- 5. jurišnoinženirski polk (Macomer)

## Vodstvo
Poveljniki
- Brigadni general [[Riccardo Trevisan
- Brigadni general Vito Carlucci
- Brigadni general Nicolò Manca
- Brigadni general Raffaele Grieco
- Brigadni general Giangabriele Carta
- Brigadni general Giuseppe Sabatelli
- Brigadni general Mauro Moscatelli
- Brigadni general Paolo Reghenspurgher
- Brigadni general Enrico Pino
- Brigadni general Bruno Stano
- Brigadni general Natalino Madeddu
- Brigadni general Luigi Francesco De Leverano
- Brigadni general Carlo Fortino
- Brigadni general Alessandro Veltri
- Brigadni general Luciano Portolano